# Liebherr A 900 C Litronic / A 904 C Litronic
O A 900 C Litronic é uma escavadeira de porte médio produzido pela empresa Liebherr da Alemanha. Lançado em 2006, tem capacidade de carga para até 1010 kg com a garra GM 10B.

## A 904 C Litronic
A A 904 C Litronic é a versão aumentada da série 900.